# Dīmītra Asilian
Dīmītra Asilian (in greco Δήμητρα Ασιλιάν?; 10 luglio 1972) è un'ex pallanuotista greca, vincitrice di una medaglia di argento ai giochi olimpici di Atene 2004.